# Rudolf Egger-Büssing
Rudolf Egger-Büssing, geboren als Rudolf Egger, (* 13. Oktober 1893 in Marburg an der Drau; † 2. Februar 1962 in Freiburg im Breisgau) war ein österreichischer Unternehmer. Er war Mitinhaber und Generaldirektor der Automobilwerke Büssing-NAG in Braunschweig.

## Leben
Nach einer Lehre war Egger zwischen 1911 und 1913 Sekretär in den Grazer Puch-Werken. 1920 trat er in die Büssing-Werke in Braunschweig ein und wurde innerhalb kurzer Zeit zum engsten Mitarbeiter Heinrich Büssings. Bereits 1923 wurde er zum Direktor ernannt und heiratete Ilse Büssing, eine Enkelin Heinrich Büssings.

### Unternehmertätigkeit während des Nationalsozialismus
Im Zuge der Aufrüstung der Wehrmacht als Vorbereitung auf den Zweiten Weltkrieg forcierte das NS-Regime eine Typenbeschränkung in der Kraftfahrzeugindustrie. Egger war an diesen Maßnahmen beteiligt. 1941 trat er die Nachfolge Paul Werners als Generaldirektor der Büssing-NAG AG, einem großen Nutzfahrzeughersteller im Deutschen Reich, an und wurde im selben Jahr Mitglied des von Hermann Göring gegründeten Industrierats für Luftwaffenfertigung. Von 1941 bis Februar 1943 war Egger in Braunschweig Leiter der „Wirtschaftsgruppe Fahrzeugindustrie“. Büssing-NAG produzierte hauptsächlich 4,5-t-Lastkraftwagen für die deutsche Wehrmacht. Im Juni 1944 bestand die Büssing-Belegschaft zu 49 % aus Zwangsarbeitern. Zur gleichen Zeit erhielt das Unternehmen seitens des SS-Wirtschafts- und Verwaltungshauptamtes die Genehmigung auch KZ-Häftlinge einzusetzen. Unter diesen Häftlingen befanden sich über 1.000 Insassen des KZ Auschwitz, viele davon polnische und ungarische Juden. Die jüdischen Gefangenen wurden nach Aussage eines langjährigen Büssing-Mitarbeiters sowohl von der SS als auch von der Firmenleitung brutal behandelt. Viele Zwangsarbeiter und KZ-Häftlinge wurden im KZ-Außenlager Schillstraße, einem Außenlager des KZ Neuengamme untergebracht, das sich im südöstlichen Stadtgebiet befand. Andere in dem einige Kilometer westlich von Braunschweig gelegenen KZ-Außenlager Vechelde. Die Häftlinge aus der Schillstraße mussten u. a. in der Ersatzteil- und in der Maschinenreparaturabteilung sowie im so genannten „Diesel-Bunker“ arbeiten. Häftlinge aus Vechelde mussten Lkw-Hinterachsen fertigen. Als Generaldirektor war Egger dafür verantwortlich. Nach Aussage eines Brigadeleiters war für Egger „das Antreiben der Häftlinge“ das Wichtigste.
Während des Zweiten Weltkriegs kam es auf dem Werksgelände mehrfach zu Hinrichtungen von KZ-Häftlingen und Zwangsarbeitern. So kam es am Sonntag, dem 3. September 1944 zur größten bekannten Massenhinrichtung auf dem Werksgelände der Büssing-NAG, als neun russische Zwangsarbeiter im Alter zwischen 16 und 27 Jahren auf Veranlassung der Braunschweiger Gestapo gehängt wurden. Um einen möglichst hohen Abschreckungsgrad bei den anderen Häftlingen zu erzeugen, wurden diese dazu gezwungen, der Hinrichtung beizuwohnen. Dazu scheint es eine entsprechende Vereinbarung zwischen der Gestapo (Abteilungsleiter Kriminalkommissar Fritz Flint) und der Firmenleitung (Rudolf Egger) gegeben zu haben. Gerhard Wysocki vermutet, dass beide Seiten mit der Massenhinrichtung ein Exempel statuieren wollten.

### Tätigkeit in der Nachkriegszeit
Nachdem Braunschweig am 12. April 1945 kampflos an Verbände der 30. US-Infanteriedivision übergeben worden war, erlaubte die amerikanische Militärregierung die Wiederaufnahme der seit dem 9. April ruhenden Produktion im Büssing-Stammwerk Braunschweig bereits wieder ab dem 2. Mai 1945 unter Eggers Leitung.
Mit Zustimmung der britischen Militärregierung wurde Egger im Juli 1945 zum Präsidenten der „Wirtschaftskammer Braunschweig“ gewählt, nachdem er bereits seit 1943 einer von acht Vizepräsidenten gewesen war. Dies wurde von großen Teilen der Braunschweiger Arbeiterschaft und von der 1945 in Braunschweig gegründeten Antifaschistischen Aktion (ein Zusammenschluss von Mitgliedern verschiedener Arbeiterparteien) als Provokation aufgefasst. In einem Brief vom 24. Oktober 1945 an Hubert Schlebusch, erster Nachkriegs-Ministerpräsident des Landes Braunschweig, teilten die Betriebsräte der großen Braunschweiger Metallbetriebe dem Politiker mit, dass Egger „geistiger Urheber der Morde an den neun Russen“ sei und man es bedaure, dass der „Kriegsverbrecher“ wieder eingestellt sei. Egger wurde zudem vorgeworfen, persönlich dafür gesorgt zu haben, dass ein Büssing-Ingenieur ins KZ gekommen sei. Abschließend äußerten die Betriebsräte ihr Unverständnis dafür, dass Egger im Gegensatz zu Dietrich Klagges (ehemaliger NSDAP-Ministerpräsident) und Berthold Heilig (letzter Gauleiter des Gaus Süd-Hannover-Braunschweig) nicht verhaftet worden sei.
Im Herbst 1945 berichtete ein ehemaliger Mitarbeiter der Büssing-NAG dem Generalstaatsanwalt in Braunschweig über Misshandlungen von Häftlingen im Lager. Daraufhin wurden frühere Häftlinge sowie Mitarbeiter von Büssing befragt. Die Ermittlungen ergaben genaue Schilderungen zur Situation in den KZs sowie über einzelne Misshandlungen. Einer der Hauptverantwortlichen, Max Kirstein, Lagerkommandant des KZ-Außenlagers Schillstraße, war jedoch geflohen. Im Oktober 1945 legte Egger das Amt des IHK-Präsidenten aus Krankheitsgründen nieder.
Aufgrund der Ereignisse bei der Büssing-NAG während des Krieges, leitete die Staatsanwaltschaft Braunschweig im Dezember 1945 ein Ermittlungsverfahren gegen Rudolf Egger und einige andere Büssing-Direktoren ein. Egger wurde unter anderem vorgeworfen, er sei für die Ermordung von 500 bis 600 jüdischen Gefangenen des KZ-Außenlagers Schillstraße verantwortlich.
Egger gab dazu am 7. Januar 1946 zu Protokoll:

„Die mir vorgelegten Berichte waren zufriedenstellend und gaben mir zu irgendwelchem besonderen Eingreifen keinerlei Veranlassung. Wohl wusste ich, dass in den Lägern der KZ-Häftlinge Todesfälle vorkamen, jedoch hatte ich keine Veranlassung, mich um die Todesursachen zu kümmern, denn erstens kamen während der Kriegsjahre Todesfälle vor und zweitens hatte ich ganz andere Aufgaben.“

Am 4. Juli 1946 wandte sich die Braunschweiger Generalstaatsanwaltschaft schriftlich mit der Anfrage an die britische Militärregierung, ob die Untersuchungsergebnisse nun vor einem alliierten Tribunal oder einem deutschen Gericht verhandelt werden sollten. Nach fast zwei Jahren kam am 1. März 1948 die Antwort der War Crimes Group (NWE):

“War Crimes Group (NWE) have decided that this case will not be proceeded with.”

„Die Kriegsverbrechengruppe (Nordwesteuropa) hat beschlossen, den Fall nicht weiter zu verfolgen.“

Damit war die Angelegenheit für die Militärregierung juristisch erledigt.

### Ehrungen
Ab den 1950er Jahren erfuhr Egger zahlreiche Ehrungen. Als der 10.000. Nutzkraftwagen fertiggestellt wurde, wurde ihm der Name „Egger-Büssing“ verliehen. Am 13. Oktober 1953, seinem 60. Geburtstag, verlieh ihm die Stadt Braunschweig die Ehrenbürgerwürde, die Technische Hochschule Braunschweig den Titel eines Ehrensenators, darüber hinaus wurde er zum Ehrenpräsidenten der IHK Braunschweig sowie zum Ehrenmitglied des Verbandes der Automobilindustrie ernannt. Im selben Jahr wurde er mit dem Großen Verdienstkreuz der Bundesrepublik Deutschland ausgezeichnet. Am 19. Juli 1961 wurde Egger-Büssing von der TH Braunschweig zum Dr.-Ing. E. h. ernannt.